# Aigialeus (Sohn des Adrastos)
Aigialeus (altgriechisch Αἰγιαλεύς Aigialeús) war in der griechischen Mythologie der Sohn des Adrastos und der Amphithea oder der Demonassa. Er zeugte mit einer Neleiden die Aigialeia und den Kyanippos.
Er war der einzige der Epigonen, der bei der Eroberung von Theben starb. Er wurde von Laodamas getötet. Sein Leichnam wurde in Pigai, einem Ort bei Megara, begraben und dort als Heros verehrt. Eine Phyle in Sikyon soll nach ihm Aigialos genannt worden sein.